# Gallus (helgon)
Gallus, död omkring 645 e.Kr., var ett helgon av irländsk börd.
Gallus var Columbanus medarbetare i dennes missionsarbete på kontinenten. Ur Gallus med några få följeslagare delade eremitboning i Steinachdalen, Schweiz, grundad omkring 612, uppstod klostret Sankt Gallen.